# Thorictus castaneus
Thorictus castaneus là một loài bọ cánh cứng trong họ Dermestidae. Loài này được Germar miêu tả khoa học năm 1834.